# یانچای

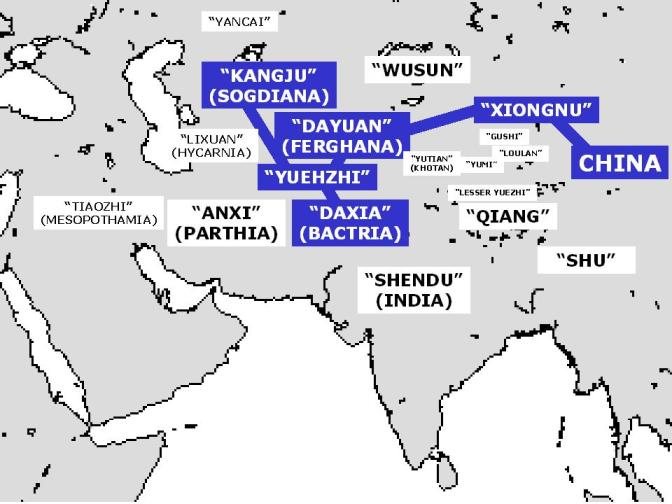
سرزمین‌هایی که در گزارش ژانگ چیان آمده است. سرزمین‌هایی را که به آن‌ها سفر کرده با رنگ آبی برجسته شده‌اند.

یانچای یا یانتسای (انگلیسی: Yancai) به معنی پهن‌دشت‌نشینان، نام چینی یک مملکت باستانی، متشکل از گروهی از کوچ‌نشینان نزدیک به دریاچه آرال بود. این مملکت همزمان با دودمان هان چین، یعنی ۲۰۶ پیش از میلاد تا ۲۲۰ پس از میلاد تشکیل شده بود. نام یانچا در چینی به معنی «پهن‌دشت» است.
یانچای گروهی از مردمان ایرانی‌تبار از شاخه سَرمتی (سرم‌ها) بودند. یانچای‌ها در سده نخست پیش از میلاد به صورت رعایای قوم کَنگ (به چینی: کنگجو) درآمدند و به آن‌ها «آلان‌لیائو» گفته می‌شد.
قوم یانچای اغلب با اُرسی‌های متون رومی مرتبط دانسته می‌شود و نام آلان‌لیائو با الانان.
بر طبق منابع چینی، یانچای به بخش شمالی راه ابریشم تعلق داشتند. چینی‌ها سفیرانی را به یانچای فرستادند و فعالانه به دنبال برقراری مناسبات بازرگانی با آن‌ها بودند.
انقیاد یانچای به‌دست کنگ‌ها در سده نخست پیش از میلاد رخ داد. گسترش کنگ‌ها به سمت غرب باعث مهاجرت بسیاری از سرمتی‌ها به سوی غرب شد و این امر نقشی برجسته در پدید آمدن دوره مهاجرت‌ها در اروپا داشت که به نوبه خود تأثیری کلیدی در تاریخ جهان به‌جا گذاشت.